# 講華語運動
讲华语运动，或說華語運動，是1979年由新加坡总理李光耀发起的語言推廣運動，目的是要扭转新加坡華人因各自不同的籍贯而使用不同漢語言語这个根深柢固的习惯，改以华语（「華語」本指整個漢語，可包括不同漢語言，但李光耀用來指漢語北方官話下的現代標準漢語）作为沟通的共同語言，其理由是在於對多數人來說要求三語能力（英語、華語及方言）負擔過重，因此必須讓華人放棄方言才能擁有雙語能力（至少擁有除了英語外的其中一種實用語言）。另一方面，李光耀在打壓華文學校及教育多年後，出於政治及經濟的考慮，「华语运动」主要是希望推動華人懂說华语，以利國家推行政策。
具體作為包括，取消當時電視台所製作的方言節目，以北京話新聞取代當時在第八波段作為主要時段節目的廣州話新聞及閩南話新聞，外購的香港和台灣電視劇，一律以北京話配音取代廣州話和閩南話原音等。
由於新加坡的國家第一語言為英語，講華語運動衹限於華人間推廣，因此爭議較少。相比中國大陸的推廣普通話以及台灣的國語運動，新加坡的講華語運動更著重在口語方面。講華語運動影響，連帶出保護方言的反思。

## 口號
- 1979年，“多讲华语，少说方言”
- 1981年，“学华语，讲华语”
- 1982年，“在工作场所讲华语”
- 1983年，“华人讲华语，合情又合理”
- 1984年，“请讲华语，儿女的前途，操在您手里”
- 1985年，“华人·华语”
- 1986年，“先开口讲华语，皆大欢喜”
- 1987年，“会讲华语，先讲常讲”
- 1988年，“多讲华语，亲切便利”
- 1989年，“常讲华语，自然流利”
- 1990年，“华人·华语”
- 1991年，“学习华语认识文化”
- 1992年，“用华语表心意”
- 1993年，“讲华语·受益多”
- 1994/1995年，“华语多讲流利”
- 1996/1997年，“讲华语开创新天地”
- 1998/1999年，“讲华语.好处多”
- 2000年，“讲华语？没问题！”
- 2006/2007年，“华语COOL”
- 2007/2008年，“讲华语, 你肯吗?”
- 2009/2010年，“华文？谁怕谁！”
- 2011年至今，“华文华语 多用就可以”

## 現況
在大眾傳媒方面，新加坡唯一的免費電視台新傳媒旗下的8頻道自1979年起把所有的電視節目都以華語作為唯一播放語言，結束了該電視頻道播放漢語方言原聲節目的歷史。現在所有從台灣購入的閩南語節目和香港購入的粵語節目都必須加上華語配音才能上映，加上頻道也沒有增設麗音廣播的關係，觀眾也無法選擇收聽方言原聲。新加坡的觀眾如需收看漢語方言原聲的節目，僅能透過申請收費電視公司收看，且這些公司絕大部份都是轉播國外頻道，國內的漢語方言電視頻道寥寥可數。至2020年代，新加坡年輕一代之間的溝通多用新加坡式英語，除非在家跟長輩時常使用華語，否則只用華語口語作表達都會顯得相當吃力甚至詞不達意。

## 後果
雖然使用閩南語、粵語等的新加坡國民人數大減，可是許多年輕人卻是改為英語，而不是華語。華人佔新加坡人口高達74%之多，但新加坡說英語家庭的比例卻從1990年的26%大幅飆升至2009年的60%。留學新加坡的台灣作者萬宗綸指「政府將講華語運動和國家的現代化相綁在一起，讓老一輩不會說英語或華語的老人，變成跟不上時代的落後、被遺忘的一群人。」

## 外部連結
- 推广华语理事会官方网站（页面存档备份，存于）
- 獅城華語熱（页面存档备份，存于）